# Jasenak
 Ovo je glavno značenje pojma Jasenak. Za druga značenja pogledajte Jasenak (razdvojba).
Jasenak je naselje u Republici Hrvatskoj, u sastavu Grada Ogulina, Karlovačka županija.

## Zemljopisni položaj
Planinsko selo smješteno u Jasenačkom krškom polju  (>600 m n.m.) između Jasenačke kose i Bjelolasice, najviše planine u Gorskom kotaru (1534 m). Poljem protječe potok Jasenčica ili Jasenački potok.

## Povijest
Legenda kaže da su u šumi zalutali neki ljudi, a kad su došli na čistinu vidjeli su prekrasno drveće jasenova (kojega i danas ima puno u Jasenku). Tu su se naselili i tako je na ovim prostorima započeo život. 
Oskudni su podaci o naseljenosti ovog kraja u starini, preci većine današnjeg stanovništva došli su kao pastiri iz Gomirja 1632. g . Cesta od Ogulina do Novog Vinodolskog tzv. Rudolfina prolazi ovim krajem od 1874. Crkva sv. Lazara izgrađena je 1883., spaljena 1942. danas je ruševina. 

Više je zaselaka: Krapani, Zrnići, Kostići, Jorgići, Paligaće, Mašići, Vrelo, Pavliši, Kovačevići, Turki, Jovanovo Brdo, Kotarine i drugi.

U Vrelu je 1986. izgrađeno skijalište, hotelsko naselje Vrelo i sportsko - rekreacijski centar danas HOC Bjelolasica sa svim svojim usponima i padovima. Trenutno Bjelolasica nije u radnom stanju zbog požara koji je izbio 2011.godine.

## Flora, fauna i zaštita prirode
Kraj obiluje prirodnim ljepotama, rubom Jasenačkog polja raste prirodna šuma gorske smreke a u planini prašumski oblik šume bukve i jele. Neka su mjesta zaštićena: izvor Vrelo i estavela Jezero u Zrnićima kao hidrološki spomenici prirode, a Crkveni lug i cret kao botanički.Duboko u šumi je strogi rezervat Bijele i Samarske stijene a planira se osnivanje parka prirode Bjelolasica od Jasenka do Mrkoplja.
Trenutno u Jasenku rade kafić i trgovina. Pošta i ambulanta su radile do 2013.g., no zatvorene su. U školi u Jasenku je područni razredni odjel od 1. – 4. razreda. Škola je pod OŠ Ivane Brlić-Mažuranić,Ogulin.

## Stanovništvo
Prema popisu stanovništva iz 2001. godine, naselje je imalo 301 stanovnika te 111 obiteljskih kućanstava.
| broj stanovnika | 383   | 542   | 741   | 955   | 1028  | 1130  | 1022  | 1124  | 592   | 643   | 590   | 453   | 382   | 331   | 301   | 226   | 175   |
|                 | 1857. | 1869. | 1880. | 1890. | 1900. | 1910. | 1921. | 1931. | 1948. | 1953. | 1961. | 1971. | 1981. | 1991. | 2001. | 2011. | 2021. |